# Pfeiffera ianthothele
Pfeiffera ianthothele là một loài thực vật có hoa trong họ Cactaceae. Loài này được (Monv.) F.A.C. Weber miêu tả khoa học đầu tiên năm 1898.